# José María Busto
José María Busto Llano, (Portugalete, Vizcaya, 12 de noviembre de 1923 - Sevilla, 27 de mayo de 2012) fue un futbolista español que se desempeñaba como portero.

## Trayectoria
Perteneciente a la gran escuela de porteros vascos, jugó en el Baracaldo Altos Hornos, con quien debuta en Tercera, y en los juveniles del Athletic Club. Busto acabaría convirtiéndose en una leyenda en el Sevilla FC, siendo pilar indiscutible a lo largo de dieciséis temporadas en las que se conseguirían dos títulos, la Liga de 1946 y la Copa de dos años más tarde. El portugalajo estuvo varias veces a punto de guardar el marco del equipo nacional, pero la gran competencia que tenía con sus coetáneos Ignacio Eizaguirre, Antonio Ramallets o Carmelo Cedrún hizo que no llegara nunca a la internacionalidad absoluta.

## Clubes
| Club                | País   | Año     |
| ------------------- | ------ | ------- |
| Baracaldo Oriamendi | España | 1941-42 |
| Sevilla FC          | España | 1942-58 |

## Palmarés
- Liga con el Sevilla FC en el año 1946.
- Copa con el Sevilla FC en el año 1948.